# Glageon Communal Cemetery
Glageon Communal Cemetery is een Britse militaire begraafplaats gelegen in de Franse plaats Glageon (Noorderdepartement). De begraafplaats wordt onderhouden door de Commonwealth War Graves Commission.
De begraafplaats telt 220 geïdentificeerde graven waarvan 58 Gemenebest graven uit de Eerste Wereldoorlog en 162 overige graven uit de Eerste Wereldoorlog.